# Calista
Calista ist ein weiblicher Vorname.

## Herkunft und Bedeutung
Der Name wird im Englischen, Spanischen und Portugiesischen verwendet und ist eine weibliche Form von Callistus. Als englischer Name könnte es auch eine Variante von Kallisto sein. Dieser wiederum ist abgeleitet aus dem Griechischen καλλιστος (kallistos), was am schönsten bedeutet, einer Ableitung von καλος (kalos), was schön bedeutet. In der griechischen Mythologie war Kallisto eine von Zeus geliebte Nymphe. Sie wurde von Hera in eine Bärin verwandelt und später zum Sternbild des Großen Bären. 
Varianten Callista und Kalysta.

## Bekannte Namensträgerinnen
- Calista Flockhart (* 1964), US-amerikanische Schauspielerin
- Ruth Calista French (1906–2003), US-amerikanische Klassische Philologin und Bibliothekarin
- Calista Hendrickson (* vor 1981), US-amerikanische Kostümbildnerin